# Tony Pulis
Richard Anthony Pulis, detto Tony Pulis (Newport, 16 gennaio 1958), è un ex calciatore e allenatore di calcio gallese, di ruolo difensore.
È molto famoso in Inghilterra per non essere mai retrocesso durante la sua lunga carriera, sia da calciatore che da allenatore, nonostante non abbia mai avuto esperienze in squadre di vertice.

## Caratteristiche
Sostenitore del catenaccio, le sue squadre si caratterizzano per l'approccio particolarmente difensivo; durante i suoi anni allo Stoke City, ad esempio, faceva ampio uso di schemi sulle rimesse laterali lunghe di Rory Delap.

## Carriera
Ha ottenuto dalla FA la licenza per allenare all'età di 19 anni e a 21 la sua patente UEFA - facendo di lui uno dei giocatori professionisti più giovani ad aver mai ottenuto la qualifica. Suo figlio, Anthony Pulis, è un calciatore.
Pulis muove i primi passi di allenatore nel Bournemouth, dove ricopre il ruolo di assistente tecnico di Harry Redknapp.
Il risultato più importante della sua carriera è stata la promozione in Premier League con lo Stoke City nella stagione 2007-2008, grazie al 2º posto ottenuto nel Championship. Nell'annata 2010-2011 porta la squadra in finale di FA Cup, poi persa per 0-1 contro il Manchester City, cui consegue la qualificazione in Europa League. L'avventura europea termina ai sedicesimi di finale, dove i Potters vengono eliminati dal Valencia (0-0 al Britannia Stadium e sconfitta per 0-1 al Mestalla). Al termine della stagione 2012-2013, dopo aver portato la squadra ad una salvezza tranquilla, abbandona la panchina dello Stoke City.
Il 23 novembre 2013 sostituisce Ian Holloway alla guida del Crystal Palace, in quel momento fermo all'ultimo posto in classifica. Pulis riesce nel miracolo di salvare la squadra con diverse giornate di anticipo; per questo motivo, al termine della stagione viene eletto Allenatore dell'anno della Premier League. Il 15 agosto 2014, a causa di alcune divergenze con la società, si dimette dall'incarico di tecnico del Crystal Palace.
Il 31 dicembre 2014 viene ingaggiato dal West Bromwich Albion per sostituire l'esonerato Alan Irvine, con la squadra in piena zona retrocessione. Grazie a 24 punti ottenuti in 16 partite, il WBA riesce a raggiungere la salvezza con tre giornate di anticipo.
Il 24 settembre 2016, col pareggio per 1-1 tra il West Bromwich e lo Stoke, sua ex-squadra, raggiunge le sue mille partite da allenatore.
L'11 agosto 2017 rinnova il proprio contratto con il club. Tuttavia il club vive una stagione difficile, indi per cui il 20 novembre viene esonerato dalla dirigenza della società, nonostante il parere contrario del capitano della squadra Jonny Evans e dei calciatori più rappresentativi, venendo sostituito da Gary Megson.
3 gennaio 2018, in seguito all'esonero di Garry Monk, viene nominato nuovo allenatore del Middlesbrough. Non riesce a promuovere la squadra in Premier, venendo eliminato ai play-off il primo anno e arrivando settimo, a -1 dal sesto posto, e quindi fuori dai play-off. Dopo la seconda stagione, scade il suo contratto che non viene rinnovato.
Il 13 novembre 2020 diviene allenatore dello Sheffield Wednesday, venendo esonerato il 1º gennaio, dopo sole dieci partite in carica.

## Statistiche
Statistiche aggiornate al 1º gennaio 2021.
| Stagione             | Squadra              | Campionato           | Campionato | Campionato | Campionato | Campionato | Coppe nazionali | Coppe nazionali | Coppe nazionali | Coppe nazionali | Coppe nazionali | Coppe continentali | Coppe continentali | Coppe continentali | Coppe continentali | Coppe continentali | Altre coppe | Altre coppe | Altre coppe | Altre coppe | Altre coppe | Totale | Totale | Totale | Totale | % Vittorie | Piazzamento |
| Stagione             | Squadra              | Comp                 | G          | V          | N          | P          | Comp            | G               | V               | N               | P               | Comp               | G                  | V                  | N                  | P                  | Comp        | G           | V           | N           | P           | G      | V      | N      | P      | %          | Piazzamento |
| -------------------- | -------------------- | -------------------- | ---------- | ---------- | ---------- | ---------- | --------------- | --------------- | --------------- | --------------- | --------------- | ------------------ | ------------------ | ------------------ | ------------------ | ------------------ | ----------- | ----------- | ----------- | ----------- | ----------- | ------ | ------ | ------ | ------ | ---------- | ----------- |
| 1992-1993            | Bournemouth          | SD                   | 46         | 12         | 17         | 17         | FACup+CdL       | 5+2             | 2+0             | 2+1             | 1+1             | -                  | -                  | -                  | -                  | -                  | -           | -           | -           | -           | -           | 53     | 14     | 20     | 19     | 26,42      | 17º         |
| 1993-1994            | Bournemouth          | SD                   | 46         | 14         | 15         | 17         | FACup+CdL       | 4+4             | 2+1             | 1+2             | 1+1             | -                  | -                  | -                  | -                  | -                  | -           | -           | -           | -           | -           | 54     | 17     | 18     | 19     | 31,48      | 17º         |
| Totale Bournemouth   | Totale Bournemouth   | Totale Bournemouth   | 92         | 26         | 32         | 34         |                 | 15              | 5               | 6               | 4               |                    | -                  | -                  | -                  | -                  |             | -           | -           | -           | -           | 107    | 31     | 38     | 38     | 28,97      |             |
| 1995-1996            | Gillingham           | TD                   | 46         | 22         | 17         | 7          | FACup+CdL       | 4+2             | 2+0             | 1+1             | 1+1             | -                  | -                  | -                  | -                  | -                  | -           | -           | -           | -           | -           | 52     | 24     | 19     | 9      | 46,15      | 2º (prom.)  |
| 1996-1997            | Gillingham           | SD                   | 46         | 19         | 10         | 17         | FACup+CdL       | 4+7             | 2+3             | 1+3             | 1+1             | -                  | -                  | -                  | -                  | -                  | -           | -           | -           | -           | -           | 57     | 24     | 14     | 19     | 42,11      | 11º         |
| 1997-1998            | Gillingham           | SD                   | 46         | 19         | 13         | 14         | FACup+CdL       | 2+2             | 0+0             | 1+0             | 1+2             | -                  | -                  | -                  | -                  | -                  | FLT         | 1           | 0           | 0           | 1           | 51     | 19     | 14     | 18     | 37,25      | 8º          |
| 1998-1999            | Gillingham           | SD                   | 46+3       | 22+1       | 14+2       | 10+0       | FACup+CdL       | 1+2             | 0+0             | 0+0             | 1+2             | -                  | -                  | -                  | -                  | -                  | FLT         | 4           | 3           | 1           | 0           | 56     | 26     | 17     | 13     | 46,43      | 4º          |
| Totale Gillingham    | Totale Gillingham    | Totale Gillingham    | 184+3      | 82+1       | 54+2       | 48+0       |                 | 24              | 7               | 7               | 10              |                    | -                  | -                  | -                  | -                  |             | 5           | 3           | 1           | 1           | 216    | 93     | 64     | 59     | 43,06      |             |
| 1999-gen. 2000       | Bristol City         | SD                   | 25         | 6          | 12         | 7          | FACup+CdL       | 3+4             | 2+1             | 0+2             | 1+1             | -                  | -                  | -                  | -                  | -                  | FLT         | 1           | 1           | 0           | 0           | 33     | 10     | 14     | 9      | 30,30      | Eson.       |
| gen.-giu. 2000       | Portsmouth           | FD                   | 20         | 8          | 4          | 8          | FACup+CdL       | -               | -               | -               | -               | -                  | -                  | -                  | -                  | -                  | -           | -           | -           | -           | -           | 20     | 8      | 4      | 8      | 40,00      | 18º         |
| 2000-gen. 2001       | Portsmouth           | FD                   | 11         | 2          | 4          | 5          | FACup+CdL       | 0+4             | 1               | 2               | 1               | -                  | -                  | -                  | -                  | -                  | -           | -           | -           | -           | -           | 15     | 3      | 6      | 6      | 20,00      | Eson.       |
| Totale Portsmouth    | Totale Portsmouth    | Totale Portsmouth    | 31         | 10         | 8          | 13         |                 | 4               | 1               | 2               | 1               |                    | -                  | -                  | -                  | -                  |             | -           | -           | -           | -           | 35     | 11     | 10     | 14     | 31,43      |             |
| nov. 2002-2003       | Stoke City           | FD                   | 30         | 8          | 9          | 13         | FACup+CdL       | 1+1             | 0+0             | 0+0             | 1+1             | -                  | -                  | -                  | -                  | -                  | -           | -           | -           | -           | -           | 32     | 8      | 9      | 15     | 25,00      | Sub. 21º    |
| 2003-2004            | Stoke City           | FD                   | 46         | 18         | 12         | 16         | FACup+CdL       | 2+2             | 0+1             | 1+0             | 1+1             | -                  | -                  | -                  | -                  | -                  | -           | -           | -           | -           | -           | 48     | 19     | 13     | 18     | 39,58      | 11º         |
| 2004-2005            | Stoke City           | FLC                  | 46         | 17         | 10         | 19         | FACup+CdL       | 1+1             | 0+0             | 0+0             | 1+1             | -                  | -                  | -                  | -                  | -                  | -           | -           | -           | -           | -           | 48     | 17     | 10     | 21     | 35,42      | 12º         |
| set. 2005-2006       | Plymouth             | FLC                  | 37         | 11         | 15         | 11         | FACup+CdL       | 1+0             | 0               | 0               | 1               | -                  | -                  | -                  | -                  | -                  | -           | -           | -           | -           | -           | 38     | 11     | 15     | 12     | 28,95      | Sub. 14º    |
| 2006-2007            | Stoke City           | FLC                  | 46         | 19         | 16         | 11         | FACup+CdL       | 2+1             | 1+0             | 0+0             | 1+1             | -                  | -                  | -                  | -                  | -                  | -           | -           | -           | -           | -           | 49     | 20     | 16     | 13     | 40,82      | 8º          |
| 2007-2008            | Stoke City           | FLC                  | 46         | 21         | 16         | 9          | FACup+CdL       | 2+1             | 0+0             | 1+0             | 1+1             | -                  | -                  | -                  | -                  | -                  | -           | -           | -           | -           | -           | 49     | 21     | 17     | 11     | 42,86      | 2º (prom.)  |
| 2008-2009            | Stoke City           | PL                   | 38         | 12         | 9          | 17         | FACup+CdL       | 1+4             | 0+3             | 0+0             | 1+1             | -                  | -                  | -                  | -                  | -                  | -           | -           | -           | -           | -           | 43     | 15     | 9      | 19     | 34,88      | 12º         |
| 2009-2010            | Stoke City           | PL                   | 38         | 11         | 14         | 13         | FACup+CdL       | 5+3             | 3+2             | 1+0             | 1+1             | -                  | -                  | -                  | -                  | -                  | -           | -           | -           | -           | -           | 46     | 16     | 15     | 15     | 34,78      | 11º         |
| 2010-2011            | Stoke City           | PL                   | 38         | 13         | 7          | 18         | FACup+CdL       | 7+3             | 5+2             | 1+0             | 1+1             | -                  | -                  | -                  | -                  | -                  | -           | -           | -           | -           | -           | 48     | 20     | 8      | 20     | 41,67      | 13º         |
| 2011-2012            | Stoke City           | PL                   | 38         | 11         | 12         | 15         | FACup+CdL       | 4+2             | 3+0             | 0+1             | 1+1             | UEL                | 10                 | 5                  | 2                  | 3                  | -           | -           | -           | -           | -           | 54     | 19     | 15     | 20     | 35,19      | 14º         |
| 2012-2013            | Stoke City           | PL                   | 38         | 9          | 15         | 14         | FACup+CdL       | 3+1             | 1+0             | 1+0             | 1+1             | -                  | -                  | -                  | -                  | -                  | -           | -           | -           | -           | -           | 42     | 10     | 16     | 16     | 23,81      | 10º         |
| Totale Stoke City    | Totale Stoke City    | Totale Stoke City    | 404        | 139        | 120        | 145        |                 | 47              | 21              | 6               | 20              |                    | 10                 | 5                  | 2                  | 3                  |             | -           | -           | -           | -           | 461    | 165    | 128    | 168    | 35,79      |             |
| nov. 2013-2014       | Crystal Palace       | PL                   | 26         | 11         | 5          | 10         | FACup+CdL       | 2+0             | 1               | 0               | 1               | -                  | -                  | -                  | -                  | -                  | -           | -           | -           | -           | -           | 28     | 12     | 5      | 11     | 42,86      | Sub. 11º    |
| gen.-giu. 2015       | West Bromwich        | PL                   | 16         | 5          | 5          | 6          | FACup+CdL       | 4+0             | 3               | 0               | 1               | -                  | -                  | -                  | -                  | -                  | -           | -           | -           | -           | -           | 20     | 8      | 5      | 7      | 40,00      | 13º         |
| 2015-2016            | West Bromwich        | PL                   | 38         | 10         | 13         | 15         | FACup+CdL       | 5+2             | 1+1             | 3+0             | 1+1             | -                  | -                  | -                  | -                  | -                  | -           | -           | -           | -           | -           | 45     | 12     | 16     | 17     | 26,67      | 14º         |
| 2016-2017            | West Bromwich        | PL                   | 38         | 12         | 9          | 17         | FACup+CdL       | 1+1             | 0+0             | 0+1             | 1+0             | -                  | -                  | -                  | -                  | -                  | -           | -           | -           | -           | -           | 40     | 12     | 10     | 18     | 30,00      | 10º         |
| 2017-gen. 2018       | West Bromwich        | PL                   | 12         | 2          | 4          | 6          | FACup+CdL       | 0+2             | 1               | 0               | 1               | -                  | -                  | -                  | -                  | -                  | -           | -           | -           | -           | -           | 14     | 3      | 4      | 7      | 21,43      | Eson.       |
| Totale West Bromwich | Totale West Bromwich | Totale West Bromwich | 104        | 29         | 31         | 44         |                 | 15              | 6               | 4               | 5               |                    | -                  | -                  | -                  | -                  |             | -           | -           | -           | -           | 119    | 35     | 35     | 49     | 29,41      |             |
| gen.-giu. 2018       | Middlesbrough        | FLC                  | 22+2       | 11+0       | 5+1        | 6+1        | FACup+CdL       | 2+0             | 1               | 0               | 1               | -                  | -                  | -                  | -                  | -                  | -           | -           | -           | -           | -           | 26     | 12     | 6      | 8      | 46,15      | 5º          |
| 2018-2019            | Middlesbrough        | FLC                  | 46         | 20         | 13         | 13         | FACup+CdL       | 3+5             | 1+2             | 1+2             | 1+1             | -                  | -                  | -                  | -                  | -                  | -           | -           | -           | -           | -           | 54     | 23     | 16     | 15     | 42,59      | 7º          |
| Totale Middlesbrough | Totale Middlesbrough | Totale Middlesbrough | 68+2       | 31+0       | 18+1       | 19+1       |                 | 10              | 4               | 3               | 3               |                    | -                  | -                  | -                  | -                  |             | -           | -           | -           | -           | 80     | 35     | 22     | 23     | 43,75      |             |
| nov.-dic. 2020       | Sheffield Weds       | FLC                  | 10         | 1          | 4          | 5          | FACup+CdL       | -               | -               | -               | -               | -                  | -                  | -                  | -                  | -                  | -           | -           | -           | -           | -           | 10     | 1      | 4      | 5      | 10,00      | Eson.       |
| Totale carriera      | Totale carriera      | Totale carriera      | 986        | 347        | 302        | 337        |                 | 125             | 46              | 32              | 47              |                    | 10                 | 5                  | 2                  | 3                  |             | 6           | 4           | 1           | 1           | 1 117  | 401    | 333    | 383    | 35,90      |             |

## Palmarès
- Third Division: 1

Bournemouth: 1986-1987